# Щеврик скельний
Ще́врик скельний (Anthus crenatus) — вид горобцеподібних птахів родини плискових (Motacillidae). Мешкає в Південній Африці. Утворює надвид зі смугастим щевриком.

## Поширення і екологія
Скельні щеврики мешкають в Південно-Африканській Республіці, Лесото та Есватіні. Вони живуть на кам'янистих схилах, порослих травою і чагарниками. Зустрічаються на висоті від 1000 до 3000 м над рівнем моря.

## Збереження
МСОП класифікує стан збереження цього виду як близький до загрозливого. За оцінками дослідників, популяція скельних щевриків становить від 3300 до 8900 птахів. Їм загрожує зміна клімату. 